# Spodnja Polskava
Spodnja Polskava – wieś w Słowenii, w gminie Slovenska Bistrica. W 2018 roku liczyła 929 mieszkańców.